# Caja Cencosud Scotia
Caja Rural de Ahorro y Crédito Cencosud Scotia Perú S.A. (anteriormente Banco Cencosud y CRAC CAT) es un banco peruano, propiedad del grupo chileno Cencosud y del banco canadiense Scotiabank. Fue fundado en 2012 y cuenta con varias oficinas dentro de los módulos de los supermercados Metro y Wong en el Perú.

## Historia
Fue fundado el 10 de agosto de 2012. Después de obtener la autorización de la Superintendencia de Banca y Seguros del Perú el 14 de junio del mismo año, inicia sus operaciones con un solo local en el Distrito de Miraflores (Lima) y poco a poco fue extendiendo sus sucursales en los supermercados Metro y Wong y en las tiendas por departamento Paris.[cita requerida]
En el 2014, tenía una cuota de mercado del 2%, subiendo a 4% en el primer trimestre de 2018.
El 9 de mayo de 2018 se hizo público que Scotiabank compró, por un plazo de 15 años, el 51% de las acciones por US$ 100 millones, para administrar en forma conjunta el negocio de tarjeta de crédito y la oferta de otros productos y servicios, volviéndolo el 3 banco con más cuota de mercado, solo después de BCP e Interbank.
El 27 de febrero de 2019 se anuncia que Banco Cencosud solicitó la autorización para incursionar como Caja rural de ahorro y crédito, y pasaría a llamarse Caja Rural de Ahorro y Crédito CAT Perú S.A. El 2 de abril del mismo año, la Superintendencia de Banca y Seguros concreta la autorización, y Banco Cencosud pasa a llaramarse Caja rural CAT Perú.
El 17 de junio de 2020 se aprobó el cambio de denominación social y paso a llamarse Caja Rural de Ahorro y Crédito Cencosud Scotia Perú S.A.